# Simulium singtamense
Simulium singtamense är en tvåvingeart som beskrevs av Datta och Tarun Kumar Pal 1975. Simulium singtamense ingår i släktet Simulium och familjen knott. Inga underarter finns listade i Catalogue of Life.